# 白所成
白所成（1950年5月14日—），緬甸果敢政治、军事人物。原為緬共成員，後加入彭家聲領導的緬甸民族民主同盟軍。2009年，時任同盟軍副司令的他聯合其他高層背叛並驅逐了彭家聲，同緬甸政府合作，被任命為緬甸撣邦第一特區臨時管理委員會主席，之後歷任果敢自治区主席、撣邦議會議員等職。其家族作為果敢四大家族之首，在當地擁有巨大影響力。2023年12月10日，白所成被中國公安部認定為电信网络诈骗犯罪集團重要頭目之一，被中國警方通緝。2024年1月30日，他被緬甸警方移交给中國警方，现羁押于中国深圳市第二看守所。

## 生平
1950年5月14日（农历庚寅年三月二十八日），白所成出生于缅甸掸邦北部果敢红岩地区的猎神塘:495。自1965年彭家声成立果敢人民革命军起，白所成便一直追随彭家声。彭家声部加入缅共人民军后，白所成在东北军区先后担任班长、排长、连长、4046营营长、883旅副旅长等职。1989年，彭家声部脱离缅共成立缅甸民族民主同盟军，他擔任912师副师长。1993年楊茂良主政期間，他被提拔為同盟軍缅甸民族民主同盟军副司令兼政法部部长:495，任內主管禁種罌粟及禁毒工作，具體事務由果敢縣公安局負責:377。1995年8月，勐古縣縣長孟薩拉發動叛亂，他跟隨楊茂良前往鎮壓:495。其間彭家聲試圖奪回果敢統治權，楊茂良向緬甸政府求救，緬甸政府軍趁機佔據果敢軍事要地。這引起同盟軍內部對楊茂良的不滿，發生嘩變，轉而支持彭家聲:451-453，白所成亦參與其中。彭家聲重返果敢後，白所成於1996年1月1日被任命為特區管理委員會委員、同盟軍副司令。1996年至2000年任政法部長。1997年至2000年期間任禁毒指揮部總指揮。2000年出任第一特區法院院長，2002年至2009年任禁毒委员会主任，其任内参与禁毒:495，终结了果敢地区长达180余年的罂粟种植历史。
在2009年果敢事件期間，緬甸政府以彭家擁有非法武器加工製造厰為由，對彭家聲、彭家富、彭德仁、彭德禮四人發出拘捕令。8月24日，白所成、魏超仁、劉國璽、明學昌等人發動兵變奪權，宣佈同緬甸政府合作並放棄抵抗:453-456。25日，撣邦第一特區臨時管理委員會成立，以白所成為主席，張德文、李忠祥、楊忠衛、劉國璽為副主席，魏超仁、魏懷仁（魏三）、王國政、字三、楊子軍、明學昌為委員:313-314。彭家聲、彭家富、彭德禮等人則流亡佤邦避難:453-456。11月22日臨管會改組時增設常務委員會，由白所成、李忠祥、魏超仁、張德文、劉國璽為常委，撤銷楊子軍委員資格，其餘委員留任，另增補李國忠、楊小建、劉正祥為委員。白所成以主席身份全面主持領導工作，同時分管部隊改編及調動事務:313-314。
留在果敢的同盟军的部分残余人员於2009年12月2日在白所成的监督下被緬甸政府收編為緬甸邊防部隊1006边防营:453-456。
在2010年缅甸议会选举中，白所成当选为老街第二选区的掸邦议会议员。2011年3月30日，他被任命为改组后的果敢自治区第一任主席:495。在他的统治下，该地区以毒品和武器贩运而闻名。白于2012年3月遭遇暗杀，但幸免于难。
白的副手刘国玺也于2010年的大选中当选议员，他因参与贩毒而闻名。
2023年12月10日，白所成被中国辽宁省大连市公安局悬赏通缉。
2024年1月，缅甸民族民主同盟军攻入白所成宅邸，白所成及其家人下落不明，三兄弟聯盟聲稱他們被緬甸軍政府藏匿了起來。同年1月30日，白所成和白应苍、魏怀仁、刘正祥、刘正茂、徐老发等共10人被缅甸警方移交给中国警方。白所成次女白应兰、魏榕、魏青松、刘积光4名犯罪嫌疑人在逃。
2025年7月，广东省深圳市人民检察院对白所成、白应苍等21名被告人向深圳市中级人民法院提起公诉，指控他们犯有诈骗罪、开设赌场罪、敲诈勒索罪、故意杀人罪、故意伤害罪、绑架罪及贩卖、制造毒品罪等。

## 家庭
- 妻子：李小所
- 长女：白应香（1978年-），果敢妇女会主任、果敢慈善基金会理事长
- 次女：白应兰（1980年2月4日—），又名李梦娜，拥有中国身份证，果敢娱乐管理委员会副主任、百胜集团公司副总经理。2023年12月10日被辽宁省大连市公安局悬赏通缉。[15]
- 长子：白应能（緬甸語名Khin Maung Lwin，1982年-），果敢自治区行政管理委员会委员、果敢自治区娱乐管理委员会主任、果敢巩发党党主席、百胜集团董事长
- 三女：白应萍 （1985年-）
- 四女：白应改（1988年-）
- 次子：白应苍（緬甸語名Khin Maung Win，1992年11月26日—），又名李云晨，拥有中国身份证，果敢自治区民兵大队大队长、果敢自治区经济发展管理局副局长、百胜集团总经理。2023年12月10日被辽宁省大连市公安局悬赏通缉。[15]